# District Jēkabpils
Het district Jēkabpils (Lets: Jēkabpils rajons) is een voormalig district in Letland. Het besloeg een gebied aan weerszijden van de rivier de Daugava in het zuidoosten van Letland, tussen Lijfland en Letgallen. In het zuiden had het een 44 km  lange grens met Litouwen.
In het noorden grensde het aan het district Madona, in het westen aan het district Aizkraukle en in het oosten aan de districten Preiļi en Daugavpils. De hoofdstad van het district was Jēkabpils met een inwonertal van 28.540 in 1999 de achtste stad van Letland. Andere plaatsen in het district waren Viesite met 2230 inwoners en Akniste met 1350 inwoners.
Het district bestreek een totale oppervlakte van 2998 km² en had een bevolking van 57.812, waarmee het het op vier na grootste district in Letland was.